# Peter Forsberg
Peter Mattias "Foppa" Forsberg, född 20 juli 1973 i Örnsköldsviks församling, Västernorrlands län, är en svensk före detta professionell ishockeyspelare.  
Många framhåller Forsberg som en av Sveriges bästa ishockeyspelare genom tiderna. Det finns även de som ser honom som en av NHL:s och världens bästa någonsin. Forsberg har vunnit två OS-guld (1994 och 2006), två VM-guld (1992 och 1998) samt två Stanley Cup (1996 och 2001). Han har även vunnit flera individuella utmärkelser som till exempel Guldpucken (1993 och 1994) som Elitseriens bästa spelare, Calder Trophy (1995) som bästa nykomling i NHL och Hart Trophy (2003) som NHL:s mest värdefulla spelare. Efter stora skadeproblem i en fot som gjorde att han inte spelade i NHL på nära tre år gjorde Forsberg en comeback i Colorado Avalanche i februari 2011. Det blev bara två matcher för klubben när återigen foten krånglade och den 14 februari tillkännagav att han avslutar karriären. Han har sin matchtröja upphissad i Ball Arena och därför är nummer 21 numera pensionerat i Colorado Avalanche. 
År 2013 blev Forsberg invald i IIHF Hall of Fame, och den 23 juni 2014 valdes han in i Hockey Hall of Fame.
År 2016 vann han Mästarnas mästare.

## Karriär

### Klubblag

#### Juniorår och Modo Hockey
År 1988 vann Forsberg TV-pucken med Ångermanland som finalbesegrade Stockholm med 5-3 i en tid då den stora stjärnan i samma årskull hette Markus Näslund. Vid 16 års ålder, den 4 mars 1990, debuterade Forsberg för Modo Hockey:s A-lag i Allsvenskan borta mot Huddinge IK, och utmärkte sig direkt genom såväl fyra utvisningsminuter som en assist. Den 4 november samma år debuterade Forsberg också i Elitserien, i en hemmamatch mot HV71.
Under sin andra säsong i Elitserien gjorde Forsberg 27 poäng på 39 matcher och satt utvisad i 78 minuter, vilket innebar att han vann utvisningsligan.
Säsongen därefter, 1992/93, slutade en nittonårig Forsberg tvåa i Elitseriens poängliga efter Håkan Loob och toppade dessutom utvisningsligan. Säsongen efter, 1993/94, förde han Modo Hockey till SM-final, där det dock blev förlust mot Malmö IF. Efter den avgörande finalmatchen kritiserade Forsberg domaren Börje Johansson i direktsänd TV för att ha hållit en ojämn toleransnivå under matchen, vilket blev en klassisk intervju i modern svensk sporthistoria.
Under NHL-strejken 1994 spelade Forsberg också i Modo och gjorde 14 poäng på 11 matcher innan det bar iväg till NHL efter fyra och en halv säsong i Modo.

#### NHL

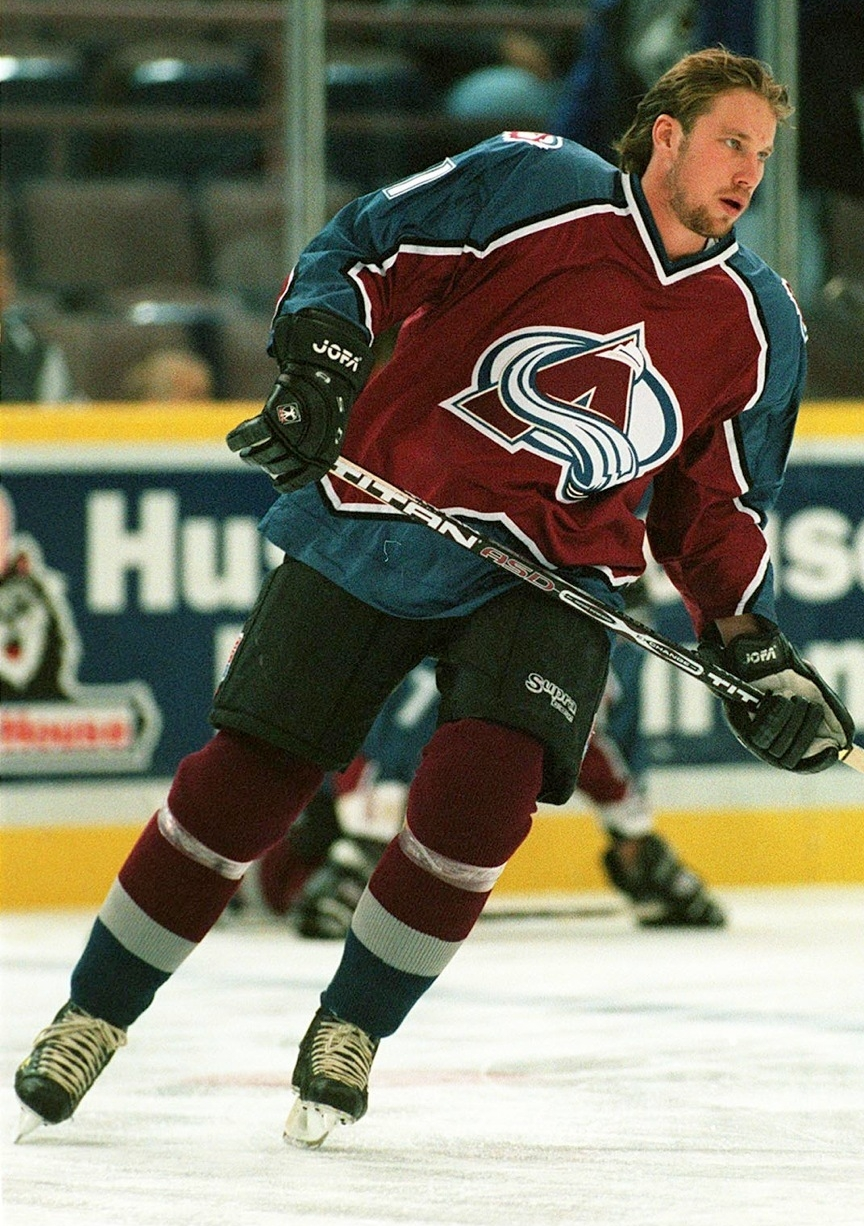
Peter Forsberg i Colorado Avalanche 1997.

Forsberg valdes som nummer sex i 1991 års NHL-draft av Philadelphia Flyers och kom att debutera i ligan 1995. Innan han hann spela en enda match för Flyers var han inblandad i en bytesaffär med Quebec Nordiques 1992 där Forsberg tillsammans med fem andra spelare, ett par förstaval i draften och en summa pengar byttes mot Eric Lindros.
Forsbergs rookiesäsong blev relativt kort då lockouten i NHL försenade seriestarten till januari. Forsberg utmärkte sig med assist redan i NHL-debuten och var en av de mest produktiva spelarna i ligan under den avkortade säsongens senare del. 50 poäng på 47 matcher gjorde att han gjorde flest poäng av alla förstaårsspelare och fick motta Calder Trophy som årets bästa nykomling.
Inför säsongen 1995/96 flyttades Nordiques till Denver och blev Colorado Avalanche. Med 86 assist tillhörde han den säsongen NHL:s absolut främsta playmaker och 116 poäng räckte för en femteplats i NHL:s totala poängliga. När Colorado tog hem sin första Stanley Cup våren 1996 utmärkte sig Forsberg inte minst i den andra finalmatchen mot Florida Panthers när han gjorde tre mål på mindre än tio minuter. I och med Stanley Cup-segern blev den då 22-årige Forsberg yngsta medlem i den exklusiva Trippelguldklubben.
Forsbergs fortsatta NHL-karriär rymde många ljusglimtar med strålande spel varvat med oproduktiva svackor, oftast föranledda av diverse skador, och det är just skadorna som varit hans största problem: axeln har hoppat ur led vid ett flertal tillfällen, en fotskada höll honom borta från vinter-OS 2002, han har drabbats av flera hjärnskakningar och under slutspelet våren 2001 sprack hans mjälte i en match mot Los Angeles Kings. Säsongen efter tog han en paus från ishockeyn, men var tillbaka till Stanley Cup-slutspelet där han gjorde 27 poäng på 20 matcher och med det vann hela slutspelets poängliga.
Säsongen 2002/03 gjorde Forsberg sin sannolikt bästa NHL-säsong då han gjorde 29 mål och 77 assists, sammanlagt 106 poäng, vilket räckte för att han, som förste nordbo någonsin, vann NHL:s poängliga och dessutom plus/minus-ligan. Forsberg belönades sålunda med poängligetrofén Art Ross Trophy men också Hart Memorial Trophy som går till ligans mest värdefulla spelare.
Säsongen efter, 2003/04, drabbades Forsberg åter av skador och även om han på 39 matcher lyckades göra 55 poäng, var det allt fler som började fråga sig om han såg slutet på sin karriär.
Säsongen 2004/05 var Forsberg tillbaka i Elitserien och Modo, då det var lockout i NHL. I en liga överöst med NHL-stjärnor sågs han som den största profilen, och alla hans matcher blev snabbt utsålda. Forsberg gjorde 39 poäng (13 mål och 26 assists) på 33 matcher och toppade Elitseriens poängliga fram till att han ådrog sig en båtbensskada i januari. Efter en rekordsnabb rehabilitering gjorde han comeback i slutspelet mot Färjestads BK men drabbades av hjärnskakning redan efter några byten.

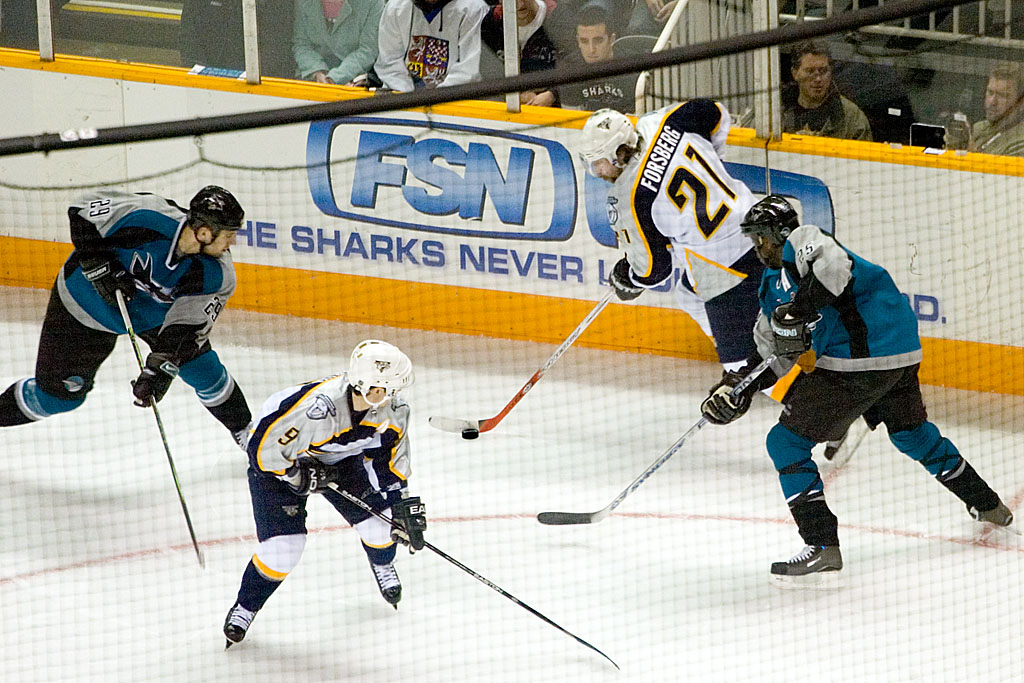
Forsberg med nummer 21 i Nashvilletröja.

Säsongen efter NHL-lockouten, 2005/06, var Forsberg tillbaka i NHL, denna gång i Philadelphia Flyers, klubben som en gång draftade honom, och han inledde säsongen strålande genom bland annat ledning i poängligan. Men en bit in på säsongen drabbades Forsberg åter av skador. Ändå gjorde han ett tillräckligt intryck för att därpå följande säsong, 2006/07, bli vald till Flyers lagkapten. Det blev dock en katastrofal säsong för klubben och den 15 februari 2007 byttes lagkaptenen Forsberg till Nashville Predators i utbyte mot Ryan Parent och Scottie Upshall. Det bedömdes som att Forsberg (tidigare vid två tillfällen slutspelets poängkung i NHL) var den sista pusselbiten som toppklubben Nashville saknade för att kunna vinna Stanley Cup. Det visade sig bli en missräkning och Nashville blev den första NHL-klubb där Forsberg under en säsong inte klarade av att göra minst 1 poäng per match.
Säsongen 2007/08 var en kamp mot en fotskada som krånglade under hela höstsäsongen. Strax innan tradingfönstret stängde, i februari 2008, skrev Forsberg på för Colorado Avalanche. Han hann med 14 poäng (1 mål och 13 assists) på 9 matcher innan slutspelet drog igång. Väl där gjorde sig skadan påmind igen och Forsberg kunde halvskadad endast medverka i 7 av 10 matcher.

#### Åter i Elitserien
Den 30 januari 2009 stod det klart att Forsberg skulle spela i Modo under de kvarstående matcherna i Elitserien, fortfarande i ovisshet om skadorna hade läkt. Det blev dock bara två matcher i Modo-tröjan, under vilka Forsberg gjorde ett mål och två assists. Sedan återkom skadorna och när Modo dessutom missade slutspel så var Forsbergs säsong över.
När nästa Elitseriesäsong drog igång var Forsberg åter med i Modos laguppställning och gjorde mål i de tre första matcherna (varav bara en slutade med Modo-seger och det efter förlängning). Därefter drog han sig tillbaka för att begrunda sin hockeyframtid medan flera NHL-klubbar visade intresse. Forsberg bestämde sig snart för att slutföra säsongen i Modo tillsammans med Markus Näslund som varit hans radarpartner sedan åren som juniorer. Båda spelade gratis säsongen ut med goda resultat (Forsberg noterade exempelvis 30 poäng (11 mål och 19 assists) på 23 matcher), men trots det så missade Modo slutspelet för andra säsongen i rad. Efter den avgörande förlustmatchen sade Forsberg att det kunde ha varit hans sista ishockeymatch någonsin.

#### Comeback i Colorado Avalanche
Den 21 januari 2011 meddelade Colorado Avalanche att Forsberg ska träna med klubben och att hans första träning äger rum den 22 januari. Forsberg sade senare i en intervju att han behövde ta reda på i vilken fysisk form han befann sig och att bästa sättet att ta reda på detta var att träna med NHL-spelare.
Den 6 februari 2011 skrev Forsberg på ett kontrakt med Colorado Avalanche som sträckte sig säsongen 2010/11 ut. Han hann dock bara spela två matcher med klubben innan han på en presskonferens den 14 februari berättade att han lägger av med ishockeyn helt.
Efter att Forsberg slutade med hockeyn pensionerades hans tröja i Colorado Avalanche. Det betyder att tröjan med nummer 21 hissas upp i taket på Colorados hemmaarena och ingen kan någonsin ha detta nummer igen i klubben. Forsbergs tröja är den fjärde i Colorado Avalanche som pensionerats, efter Ray Bourque (77), Patrick Roy (33) och Joe Sakic (19).
Då Forsberg den 14 februari 2011 avslutade sin professionella karriär som ishockeyspelare valde han snart att fortsätta sitt arbete inom ishockeyn, och blev biträdande General Manager i Modo Hockeys organisation.

### Landslagskarriär

#### Juniorlandslaget
Forsberg spelade i tre stora turneringar i juniorlandslaget, ett EM (1991) och två VM-turneringar (1992 och 1993). Forsberg har än i dag poängrekordet i junior-VM efter att på hemmaplan i Gävle 1993 gjort 7 mål och 24 assists på 7 matcher.

#### A-landslaget

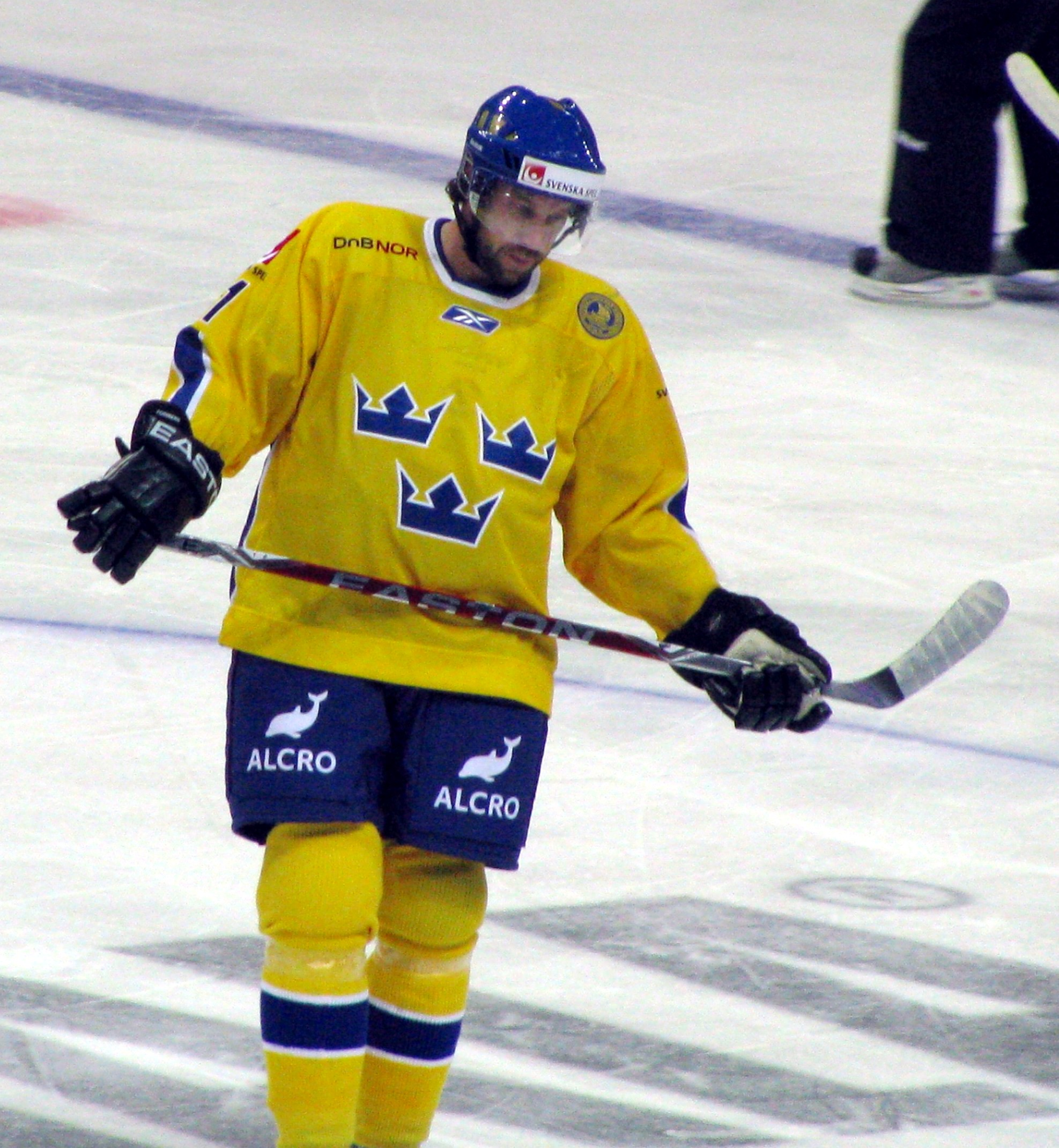
Forsberg i svensk landslagströja.

Den 12 april 1992 i en genrepsmatch inför VM mot Ryssland debuterade Forsberg i Tre kronor. 16 dagar senare gjorde Forsberg VM-debut mot Polen och stod för två mål. Efter ett blekt gruppspel försvarade Sverige sitt VM-guld från året innan och Forsberg gjorde mål både i semifinal och final. Med sin medverkan i turneringen blev Forsberg den yngste svenske deltagaren i ett ishockey-VM någonsin, ett rekord som slogs av Nicklas Bäckström 2006. I VM 1993 var Forsberg med och vann silver med Tre kronor.
En tidig höjdpunkt i Forsbergs karriär är OS-finalen 1994 mot Kanada i Lillehammer som kom att avgöras på straffar. Forsberg, som blivit målskytt i ordinarie straffläggning, kom att avgöra i den andra extra straffrundan genom en kopia av Kent Nilssons mål mot USA i VM 1989. Straffen har förevigats i den svenska idrottshistorien och kom även att bli motiv för ett frimärke. För första gången någonsin hade Sverige vunnit OS-guld i ishockey.
Vid OS 1998 i Nagano spelade Forsberg sitt andra OS. NHL-proffs var med i OS för första gången och Sverige åkte ut i kvartsfinalen mot Finland (1-2) med Forsberg som lagets enda målskytt. Samma år slogs Colorado tidigt ut ur Stanley Cup-slutspelet och Forsberg blev en av de svenska stjärnor som i revanschens namn valde att spela VM i Schweiz under pappa Kent Forsbergs ledning. Tre Kronor, med bland andra Forsberg och Mats Sundin i laget, vann guld och Forsberg fick pris som VM:s bästa forward.
Forsberg var sedan med i två VM på raken 2003 och 2004. Slutresultatet blev silver i båda turneringarna; guldet gick i båda fallen till Kanada. Det mest klassiska var Sveriges kvartsfinalvändning mot Finland 2003 i Hartwall Arena i Helsingfors, då 1–5 blev 6–5 med Forsberg som tvåmålsskytt. I media kom även omständigheterna i 2004 års VM-final att diskuteras, då den skadebenägne Forsberg blev utsatt för en farlig tackling bakifrån av Rob Niedermayer. Kanada vände matchen efter detta och vann VM-guld.
Inför OS 2006 i Turin var Forsbergs medverkan högst osäker på grund av en ljumskskada. Till sist flögs Forsberg till Turin för att testa och först efter de två första matcherna blev det klart att han skulle spela.
Den 7 november 2009 spelade Forsberg sin 100:e A-landskamp i Tre Kronor under Karjala Tournament och blev därigenom Stor grabb nummer 165.
Månaden efter blev han uttagen till spel i OS 2010 i Vancouver. Turneringen kom att bli hans fjärde OS och han blev utsedd att vara fanbärare vid invigningen. Sverige tog sig till kvartsfinal, men man förlorade där mot Slovakien med 3–4.

## Privatliv

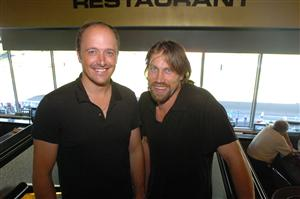
Forsberg tillsammans med travtränaren Robert Bergh.

Forsberg föddes som son till Gudrun och Kent Forsberg i Örnsköldsvik och växte upp på Tjärnmyrvägen i Domsjö. Han har en äldre bror som heter Roger, född 1971. Forsberg började åka skridskor vid fem års ålder. Vid sidan av ishockeyn spelade han fotboll, utövade friidrott och längdskidåkning. Han gick på Domsjöskolan från 1-6 klass och på Geneskolan från 7-9 klass och senare på hockeygymnasiet vid Nolaskolan.
Forsberg har och har haft ett stort antal engagemang utanför ishockeyn. Tillsammans med sin far Kent Forsberg står han bakom bygget av bland annat golfbanan Veckefjärdens GC och bidrog inledningsvis till finansieringen av evenemangsarenan Fjällräven Center i Örnsköldsvik, vilken används av Modo Hockey.
Upp till 16 års ålder spelade Forsberg även fotboll, som mittfältare i Domsjö IF.
Via företaget Forspro har Forsberg bland annat haft rättigheterna till import och försäljning av skomärket Crocs, något som gjort att skorna blivit kända som "Foppatofflor". Efter att ha förlorat agenturen och företaget dragits med förluster beslutades om avveckling av företaget i juli 2010.
Forsberg har även intressen i travsporten som hästägare (han äger bland andra Diamanten som tränas av Björn Goop). Han är även en trogen supporter till engelska fotbollslaget Tottenham Hotspur FC.
Under den svenska valrörelsen 2010 vädjade Forsberg i ett öppet brev i Aftonbladet tillsammans med en rad andra idrottsprofiler att inte rösta "på ett främlingsfientligt parti i valet på söndag så att de kommer in i Sveriges riksdag", vilket antagligen åsyftar Sverigedemokraterna.
Under 2011 vidareutbildade sig Forsberg som deltagare på den första Management Diploma for Athletes, MDA, vid Cruyff Institute for Sport Studies och IFL vid Handelshögskolan i Stockholm. Bland övriga deltagare på MDA-utbildningen märks skidskytten Magdalena Forsberg och skytten Christina Bengtsson.
Forsberg debuterade under 2015 i kappseglingssammanhang då han deltog i årets upplaga av Datscha Fleet Race.
År 2016 vann Forsberg Mästarnas mästare 2016 på SVT.

## Utmärkelser och meriter
- H. M. Konungens medalj i guld för förtjänster om svensk idrott (Kon:sGM5, 2022) för framstående insatser som ishockeyspelare[44]

| Merit                    | År         |
| ------------------------ | ---------- |
| Art Ross Memorial Trophy | 2003       |
| Hart Memorial Trophy     | 2003       |
| Stanley Cup-vinst        | 1996, 2001 |
| Calder Memorial Trophy   | 1995       |
| OS-guld                  | 1994, 2006 |
| VM-guld                  | 1992, 1998 |

## Statistik

### Klubblag
| 1989–90               | Modo Hockey Jr.       | Elitserien Jr.        | 30                             | 15                             | 12                             | 27                             | —                              | 42                             | —   | —  | —   | —   | —   | —   |
| 1989–90               | Modo Hockey           | Elitserien            | 1                              | 0                              | 1                              | 1                              | —                              | 4                              | —   | —  | —   | —   | —   | —   |
| 1990–91               | Modo Hockey Jr.       | Elitserien Jr.        | 39                             | 38                             | 64                             | 102                            | —                              | 56                             | —   | —  | —   | —   | —   | —   |
| 1990–91               | Modo Hockey           | Elitserien            | 23                             | 7                              | 10                             | 17                             | —                              | 22                             | —   | —  | —   | —   | —   | —   |
| 1991–92               | Modo Hockey           | Elitserien            | 39                             | 9                              | 18                             | 28                             | —                              | 78                             | —   | —  | —   | —   | —   | —   |
| 1992–93               | Modo Hockey Jr.       | Elitserien Jr.        | 2                              | 0                              | 3                              | 3                              | —                              | 4                              | —   | —  | —   | —   | —   | —   |
| 1992–93               | Modo Hockey           | Elitserien            | 39                             | 23                             | 24                             | 47                             | —                              | 92                             | 3   | 4  | 1   | 5   | —   | 0   |
| 1993–94               | Modo Hockey           | Elitserien            | 39                             | 18                             | 26                             | 44                             | —                              | 82                             | 11  | 9  | 7   | 16  | —   | 14  |
| 1994–95               | Modo Hockey           | Elitserien            | 11                             | 5                              | 9                              | 14                             | —                              | 20                             | —   | —  | —   | —   | —   | —   |
| 1994–95               | Quebec Nordiques      | NHL                   | 47                             | 15                             | 35                             | 50                             | +17                            | 16                             | 6   | 2  | 4   | 6   | +2  | 4   |
| 1995–96               | Colorado Avalanche    | NHL                   | 82                             | 30                             | 86                             | 116                            | +26                            | 47                             | 22  | 10 | 11  | 21  | +10 | 18  |
| 1996–97               | Colorado Avalanche    | NHL                   | 65                             | 28                             | 58                             | 86                             | +31                            | 73                             | 14  | 5  | 12  | 17  | –6  | 10  |
| 1997–98               | Colorado Avalanche    | NHL                   | 72                             | 25                             | 66                             | 91                             | +6                             | 94                             | 7   | 6  | 5   | 11  | +3  | 12  |
| 1998–99               | Colorado Avalanche    | NHL                   | 78                             | 30                             | 67                             | 97                             | +27                            | 108                            | 19  | 8  | 16  | 24  | +7  | 31  |
| 1999–00               | Colorado Avalanche    | NHL                   | 49                             | 14                             | 37                             | 51                             | +9                             | 52                             | 16  | 7  | 8   | 15  | +9  | 12  |
| 2000–01               | Colorado Avalanche    | NHL                   | 73                             | 27                             | 62                             | 89                             | +23                            | 54                             | 11  | 4  | 10  | 14  | +5  | 6   |
| 2001–02               | Colorado Avalanche    | NHL                   | Spelade inte på grund av skada | Spelade inte på grund av skada | Spelade inte på grund av skada | Spelade inte på grund av skada | Spelade inte på grund av skada | Spelade inte på grund av skada | 20  | 9  | 18  | 27  | +8  | 20  |
| 2002–03               | Colorado Avalanche    | NHL                   | 75                             | 29                             | 77                             | 106                            | +52                            | 70                             | 7   | 2  | 6   | 8   | +3  | 6   |
| 2003–04               | Colorado Avalanche    | NHL                   | 39                             | 18                             | 37                             | 55                             | +16                            | 30                             | 11  | 4  | 7   | 11  | +6  | 12  |
| 2004–05               | Modo Hockey           | Elitserien            | 33                             | 13                             | 26                             | 39                             | +14                            | 88                             | 1   | 0  | 0   | 0   | 0   | 2   |
| 2005–06               | Philadelphia Flyers   | NHL                   | 60                             | 19                             | 56                             | 75                             | +21                            | 46                             | 6   | 4  | 4   | 8   | +2  | 6   |
| 2006–07               | Philadelphia Flyers   | NHL                   | 40                             | 11                             | 29                             | 40                             | +2                             | 72                             | —   | —  | —   | —   | —   | —   |
| 2006–07               | Nashville Predators   | NHL                   | 17                             | 2                              | 13                             | 15                             | +5                             | 16                             | 5   | 2  | 2   | 4   | +2  | 12  |
| 2007–08               | Colorado Avalanche    | NHL                   | 9                              | 1                              | 13                             | 14                             | +7                             | 8                              | 7   | 1  | 4   | 5   | +3  | 14  |
| 2008–09               | Modo Hockey           | Elitserien            | 2                              | 1                              | 2                              | 3                              | +4                             | 0                              | —   | —  | —   | —   | —   | —   |
| 2009–10               | Modo Hockey           | Elitserien            | 23                             | 11                             | 19                             | 30                             | —                              | 66                             | —   | —  | —   | —   | —   | —   |
| 2010–11               | Colorado Avalanche    | NHL                   | 2                              | 0                              | 0                              | 0                              | −4                             | 4                              | —   | —  | —   | —   | —   | —   |
| NHL totalt            | NHL totalt            | NHL totalt            | 708                            | 249                            | 636                            | 885                            | +238                           | 690                            | 151 | 64 | 107 | 171 | +54 | 163 |
| Elitserien totalt     | Elitserien totalt     | Elitserien totalt     | 211                            | 87                             | 135                            | 222                            | —                              | 452                            | 15  | 13 | 8   | 21  | —   | 16  |
| Elitserien Jr. totalt | Elitserien Jr. totalt | Elitserien Jr. totalt | 71                             | 53                             | 79                             | 132                            | —                              | 102                            | —   | —  | —   | —   | —   | —   |

### Internationellt
| År            | Lag           | Turnering     | Matcher | Mål | Assists | Poäng | Utv |
| ------------- | ------------- | ------------- | ------- | --- | ------- | ----- | --- |
| 1991          | Sverige       | JEM           | 6       | 5   | 12      | 17    | 16  |
| 1992          | Sverige       | JVM           | 7       | 3   | 8       | 11    | 30  |
| 1992          | Sverige       | VM            | 8       | 4   | 2       | 6     | 6   |
| 1993          | Sverige       | JVM           | 7       | 7   | 24      | 31    | 8   |
| 1993          | Sverige       | VM            | 8       | 1   | 1       | 2     | 12  |
| 1994          | Sverige       | OS            | 8       | 2   | 6       | 8     | 6   |
| 1996          | Sverige       | WC            | 4       | 1   | 4       | 5     | 6   |
| 1998          | Sverige       | OS            | 4       | 1   | 4       | 5     | 6   |
| 1998          | Sverige       | VM            | 7       | 6   | 5       | 11    | 0   |
| 2003          | Sverige       | VM            | 8       | 4   | 5       | 9     | 6   |
| 2004          | Sverige       | VM            | 2       | 0   | 1       | 1     | 2   |
| 2004          | Sverige       | WC            | 4       | 1   | 2       | 3     | 0   |
| 2006          | Sverige       | OS            | 6       | 0   | 6       | 6     | 0   |
| 2010          | Sverige       | OS            | 4       | 0   | 1       | 1     | 2   |
| Senior totalt | Senior totalt | Senior totalt | 63      | 20  | 37      | 57    | 46  |
| Junior totalt | Junior totalt | Junior totalt | 20      | 15  | 44      | 59    | 54  |